# Francesco Maidalchini
Francesco Maidalchini (ur. 12 kwietnia 1621 w Viterbo, zm. 10 albo 13 czerwca 1700 w Nettuno) – włoski kardynał.

## Życiorys
Urodził się 12 kwietnia 1621 roku w Viterbo. Był kanonikiem bazyliki watykańskiej. 7 października 1647 roku został kreowany kardynałem diakonem i otrzymał diakonię Sant’Adriano al Foro. W latach 1669–1689 był protodiakonem. W 1689 roku przyjął święcenia kapłańskie, a 19 października został podniesiony do rangi kardynała prezbitera i otrzymał kościół tytularny Santa Maria in Via. Jednocześnie został protoprezbiterem i pozostał nim do śmierci, która nastąpiła 10 albo 13 czerwca 1700 roku w Nettuno.